# 福岡県の県道一覧
福岡県の県道一覧（ふくおかけんのけんどういちらん）は、福岡県を通る県道の一覧である。主要地方道（政令指定都市）に指定された北九州市道についても掲載する。

## 概要
福岡県の県道は、1973年（昭和48年）3月31日に現行体制へ県道番号改正が行われ、1番 - 20番（7 ・8・ 9・11番を除く）が隣県越境主要地方道（うち、12・14・15・17・18・19・20番が佐賀県、3・4・5・6・10・13番が熊本県、1・2・16番が大分県と越境している。）、21番 - 100番および151番が福岡県内完結の主要地方道、101番 - 150番（103番を除く）が隣県越境一般県道、152番 - 200番は欠番、103番、201番 - 806番が福岡県内完結の一般県道として扱われている。また、一般県道は103番、200番台は北九州・京築地方（北九州市・行橋市・豊前市等）に、400番台は筑豊地方（直方市・飯塚市・田川市・嘉麻市等）に、500番台 - 600番台は福岡地方（福岡市・筑紫野市・太宰府市・古賀市・糸島市・宗像市・朝倉市等）に、700番台 - 800番台は筑後地方（久留米市・大牟田市・柳川市・八女市・うきは市等）に集中している傾向にある。

## 主要地方道

### 1 - 100・151
- 1 豊前万田線
  - 1977年（昭和52年）3月までは福岡日田線→現在は112号
- 2 豊前耶馬溪線
  - 1993年（平成5年）3月までは行橋山国線→現在の国道496号
- 3 大牟田植木線
  - 1982年（昭和57年）までは八女小国線→現在は115号
- 4 玉名八女線
- 5 大牟田南関線
  - 1982年（昭和57年）3月までは大牟田山鹿線→大牟田市 - 熊本県玉名郡南関町は現在も5号、玉名郡南関町 - 山鹿市は現在の国道443号の一部
- 6 玉名立花線
  - 1982年（昭和57年）3月までは柳川南関線→現在の国道443号の一部
- 7 筑紫野インター線
  - 1993年（平成5年）3月までは大牟田熊本宇土線→現在の国道389号の一部および国道501号
- 8 馬田頓田線
- 9 室木下有木若宮線
- 10 南関大牟田北線
- 11 有毛引野線
  - 1993年（平成5年）3月までは鳥栖甘木線→現在の国道500号の一部
- 12 前原富士線
- 13 黒木鹿北線
  - 1982年（昭和57年）3月まで大川鹿島線→現在の国道444号の一部
- 14 鳥栖朝倉線
  - 1977年（昭和52年）3月までは福岡那珂川神埼線→現在の国道385号
- 15 佐賀八女線
- 16 吉富本耶馬渓線
  - 1977年（昭和52年）3月までは柳川神埼線→現在の国道385号
- 17 久留米基山筑紫野線（旧・鳥栖筑紫野有料道路）
- 18 大牟田川副線
- 19 諸富西島線
- 20 佐賀大川線
- 21 福岡直方線
- 22 田川直方線
- 23 久留米柳川線
- 24 福岡東環状線
  - 1982年（昭和57年）までは八女大川線→現在の国道442号
- 25 門司行橋線
- 26 北九州芦屋線
  - 1993年（平成5年）までは北九州芦屋福岡線→北九州市 - 遠賀郡芦屋町は現在も26号、遠賀郡芦屋町 - 福岡市は現在の国道495号の一部
- 27 直方芦屋線
- 28 直方行橋線
  - 直方市上頓野 - 北九州市小倉南区道原間不通
- 29 直方宗像線
- 30 飯塚福間線
- 31 福岡筑紫野線（通称5号線）
- 32 犀川豊前線
  - 1993年（平成5年）3月までは甘木豊前線→現在の国道496号・国道500号の一部
- 33 甘木田主丸線
- 34 行橋添田線
- 35 筑紫野古賀線
- 36 小倉停車場線
- 37 小倉港線
- 38 戸畑停車場線
- 39 苅田港線
- 40 直方停車場線
- 41 伊田停車場線
- 42 飯塚停車場線
- 43 博多停車場線
- 44 博多港線
- 45 福岡空港線
- 46 久留米停車場線
- 47 久留米城島大川線
- 48 中間引野線
- 49 大野城二丈線
- 50 八幡戸畑線
- 51 曽根鞘ヶ谷線
- 52 八女香春線
- 53 久留米筑紫野線
- 54 福岡志摩前原線
- 55 宮田遠賀線
- 56 福岡早良大野城線
- 57 浮羽石川内線
- 58 椎田勝山線
- 59 志賀島和白線
- 60 飯塚大野城線
- 61 小倉中間線
- 62 北九州小竹線
  - 北九州市八幡東区田代 - 田川郡福智町上野間不通
- 63 長行田町線
  - 1993年（平成5年）までは若松芦屋線→現在の国道495号の一部
- 64 苅田採銅所線
- 65 筑紫野筑穂線
- 66 桂川下秋月線
- 67 田川桑野線
- 68 福岡太宰府線
- 69 宗像玄海線
- 70 田主丸黒木線
- 71 新門司港大里線
- 72 黒川白野江東本町線
- 73 直方水巻線
- 74 宮田小竹線
- 75 若宮玄海線
- 76 筑紫野太宰府線
- 77 筑紫野三輪線
- 78 添田小石原線
- 79 朝倉小石原線
- 80 甘木朝倉田主丸線
- 81 久留米浮羽線
- 82 久留米立花線
- 83 大和城島線
- 84 三潴上陽線
- 85 福岡志摩線
- 86 久留米筑後線
- 87 岡垣宮田線
- 88 久留米小郡線
- 89 瀬高久留米線
- 90 穂波嘉穂線
- 91 志免須恵線
- 92 宗像篠栗線
- 93 大牟田高田線
- 94 高田山川線
- 95 添田赤池線
  - 田川郡福智町上野 - 田川郡福智町赤池（県道62号交点）間不通
- 96 八女瀬高線
- 97 福間宗像玄海線
- 98 中間宮田線
- 99 大川大木線
- 100 大日寺潤野飯塚線
- 151 浮羽草野久留米線

### 北九州市道
- 北九州市主要地方道恒見朽網線
- 北九州市主要地方道徳力葛原線

## 一般県道

### 101 - 102、104 - 146（隣県越境路線）
- 101 （欠番：かつての洞門吉富線：1983年（昭和58年）に県道16号に昇格）
- 102 野路土佐井線
- 104 （欠番：かつての津民豊前線：1994年（平成6年）に県道2号に昇格）
- 105 山北日田線
- 106 朝田日田線
- 107 宝珠山日田線
- 108 中津吉富線
  - 旧国道10号。
- 109 福土吉富線
- 110 東下中津線
- 111 東上戸原線
- 112 福岡日田線
- 113 中津豊前線
  - 旧国道10号。
- 114 前津江星野線
  - 福岡県側は道路区域未確定のために事実上欠番扱いになっている。
- 115 八女小国線
- 116 - 120 （欠番）
- 121 （欠番：かつての大牟田植木線：1982年（昭和57年）県道3号に昇格）
- 122 （欠番：かつての玉名立花線：1982年（昭和57年）県道6号に昇格）
- 123 （欠番：かつての南関田隈線：1982年（昭和57年）県道10号に昇格）
- 124 金山櫟野線
- 125 （欠番：かつての大淵鹿北線：1982年（昭和57年）県道13号に昇格）
- 126 大牟田荒尾線
- 127 岩野黒木線
- 128 - 130 （欠番）
- 131 小郡基山線
- 132 本郷基山停車場線
- 133 坊所城島線
- 134 （欠番：かつての早津江柳川線：県道18号に昇格）
- 135 （欠番：かつての菱野鳥栖停車場線：県道14号に昇格）
- 136 入部中原停車場線（佐賀県側は「早良中原停車場線」）
- 137 基山平等寺筑紫野線
- 138 西島筑邦線
- 139 （欠番：かつての鐘ヶ江佐賀線：県道20号に昇格）
- 140 大詫間大川線
- 141 - 142 （欠番）
- 143 藤川二丈線
- 144 中津天建寺武島線
- 145 江口長門石江島線
- 146 坂口藤吉線

### 103・201 - 302（北九州・京築地域）
- 103 新吉富豊前線
- 201 犀川豊津線
- 202 水巻芦屋線
- 203 中間水巻線
- 204 田川犀川線
- 205 - 206 （欠番）
- 207 宇島停車場線
- 208 松江停車場線
- 209 椎田停車場線
- 210 築城停車場線
- 211 行橋停車場線
- 212 小波瀬停車場線
  - 現小波瀬西工大前駅
- 213 苅田停車場線
- 214 城野停車場線
- 215 （欠番）
- 216 八幡停車場線
- 217 折尾停車場線
- 218 海老津停車場線
- 219 中間停車場線
- 220 石原町停車場線
- 221 吉富港線
- 222 宇島港線
- 223 田ノ浦港線
- 224 芦屋港線
- 225 野地塔田線
- 226 山内吉富線
- 227 鬼木三毛門線
- 228 （欠番：かつての与原松原線：県道25号に昇格）
- 229 松尾安雲線
- 230 中畑八屋線
- 231 黒平椎田線
- 232 国見松江線
- 233 日出野椎田線
- 234 求菩堤椎田線
- 235 小山田東八田線
- 236 東八田宇留津椎田線
- 237 寒田下別府線
- 238 豊津椎田線
- 239 木井馬場犀川停車場線
- 240 下深野犀川線
- 241 津野犀川線
- 242 大久保犀川線
- 243 節丸新田原停車場線
- 244 稲童新田原停車場線
- 245 新北九州空港線（新北九州空港道路）
  - 1999年（平成11年）までは新門司苅田線。
- 246 沓尾大橋線
- 247 （欠番：かつての沓尾松原線。1989年に県道228号与原松原線に再編されたため廃止）
- 248 元永高瀬線
- 249 中州平田線
- 250 長尾稗田平島線
- 251 天生田吉国線
- 252 大久保行橋線
- 253 上矢山中黒田線
- 254 須磨園南原曽根線
- 255 山口行橋線
- 256 新導寺曽根線
- 257 井手浦徳力線
- 258 呼野道原徳吉線
- 259 （欠番）
- 260 大積清見線
- 261 門司東本町線
- 262 柄杓田大里線
- 263 （欠番：かつての恒見大里線：県道71号に昇格）
- 264 湯川赤坂線
- 265 城野砂津線
- 266 三萩野魚町線
- 267 湯川石田停車場線
- 268 （欠番：かつての長行田町線：県道63号に昇格）
- 269 合馬長行線
- 270 竪町到津線
- 271 下到津戸畑線
- 272 （欠番：かつての槻田戸畑線：県道51号に再編されたため廃止）
- 273 築地汐入線
- 274 海老川早間前線
- 275 （欠番：かつての有毛折尾線：一部区間を廃止し県道11号に昇格）
- 276 （欠番）
- 277 頓田二島線
- 278 払川折尾線
- 279 本城熊手線
- 280 植木上上津役線
- 281 下上津役折尾線
- 282 （欠番：かつての引野穴生線：県道11号に昇格）
- 283 （欠番）
- 284 高浜東町線
- 285 浜口遠賀線
- 286 黒山広渡線
- 287 岡垣宗像線
  - 旧粟屋海老津線
- 288 原海老津線
- 289 （欠番：かつての吉留岡垣線：県道87号に昇格）
- 290 （欠番：かつての武丸笠松線：県道287号に統合）
- 291 野間須恵線
- 292 津野帆柱線
- 293 新延中間線
- 294 井ノ浦港線
- 295 （欠番）
- 296 大蔵到津線
  - 旧国道3号
- 297 鱒渕八幡東自転車道線
- 298 上河内有安線
- 299 岡垣遠賀線
  - 旧国道3号
- 300 岡垣玄海線
- 301 遠賀宗像自転車道線
- 302 直方北九州自転車道線

### 401 - 478（筑豊地域）
- 401 宗像若宮線
- 402 飯塚山田線
- 403 （欠番：かつての川崎添田線：県道95号に昇格）
- 404 （欠番：かつての田川川崎線：県道95号に昇格）
- 405 香春糸田線
- 406 赤池糸田線
- 407 方城金田線
- 408 （欠番）
- 409 （欠番：かつての宮田小竹線：県道74号に昇格）
- 410 （欠番：かつての鳴渕宗像線：県道92号に昇格）
- 411 （欠番）
- 412 （欠番：かつての高田嘉穂線：県道90号に昇格）
- 413 千手稲築線
- 414 鶴三緒田川線
- 415 口ノ原稲築線
- 416 （欠番）
- 417 猪国豊前桝田停車場線
- 418 英彦山香春線
- 419 夏吉直方線
- 420 金田糸田田川線
- 421 鯰田停車場有井線
- 422 川崎大行事線
- 423 川崎猪国線
- 424 筑前植木停車場線
- 425 鯰田停車場線
- 426 新飯塚停車場線
- 427 桂川停車場線
- 428 （欠番：かつての筑前宮田停車場線）
  - 2022年（令和4年）3月29日、福岡県告示第294号により廃止[1]）
- 429 採銅所停車場線
- 430 添田停車場線
- 431 彦山停車場線
- 432 後藤寺停車場線
- 433 池尻停車場線
- 434 （欠番）
- 435 内住篠栗線
- 436 - 437 （欠番）
- 438 白川桑曲線
- 439 才田筑前内野停車場線
- 440 宮小路中益線
- 441 熊ヶ畑上山田線
- 442 原田上山田線
- 443 下山田碓井線
- 444 豆田稲築線
- 445 高田天道停車場線
- 446 大分太郎丸線
- 447 （欠番：かつての大日寺潤野飯塚線：県道100号に昇格）
- 448 幸袋柏森線
- 449 口ノ原川島線
- 450 八木山若宮線
- 451 英彦山添田線
- 452 中元寺庄線
- 453 庄伊田線
- 454 今任原奈良線
- 455 今任原伊田線
- 456 金田夏吉伊田線
- 457 川宮伊田線
- 458 位登糸田線
- 459 （欠番）
- 460 上境中泉停車場線
- 461 南良津宮田線
- 462 黒丸竹原線
- 463 芹田石丸線
- 464 （欠番：かつての室木下有木若宮線：県道9号に昇格）
- 465 （欠番：かつての吉留宮田線：県道87号に昇格）
- 466 （欠番：かつての植木磯光停車場線：県道98号に昇格）
- 467 上新入直方線
- 468 新延植木線
- 469 （欠番：かつての上木月植木線：県道98号に昇格）
- 470 勝野下境線
- 471 八木山公園線
- 472 直方鞍手線
- 473 瀬戸飯塚線
- 474 飯塚直方自転車道線
- 475 室木直方線
- 476 小竹頴田線
- 477 千手馬見線
- 478 飯塚穂波線

### 501 - 611（福岡・筑前地方）
- 501 （欠番）
- 502 玄海田島福間線
- 503 町川原赤間線
- 504 町川原福岡線
- 505 板付牛頸筑紫野線
- 506 船越前原線
- 507 宮ノ浦前原線
  - 起点：福岡市西区大字宮浦、終点：糸島市前原2丁目、国道202号交点
- 508 金川田主丸線
- 509 塔ノ瀬十文字小郡線
- 510 博多停車場東本町線
  - 全線が県道43号・国道202号と重複
- 511 吉井恵蘇宿線
- 512 赤間停車場線
- 513 東郷停車場線
- 514 古賀停車場線
- 515 筑前新宮停車場線
  - 現福工大前駅
- 516 香椎停車場線
- 517 吉塚停車場線
- 518 南福岡停車場線
- 519 （欠番）
- 520 二日市停車場線
- 521 姪浜停車場線
- 522 筑前前原停車場線
- 523 甘木停車場線
- 524 加布里港線
- 525 （欠番）
- 526 （欠番：かつての池田東郷線：県道97号に昇格）
- 527 曲須恵線
  - 起点：宗像市宮田2丁目（曲近く）、県道401号交点、終点：宗像市須恵1丁目、県道69号交点
- 528 勝浦宗像線
  - 起点：福津市勝浦勝浦浜、国道495号交点、終点：宗像市田熊5丁目、県道97号交点
- 529 田島田熊線
  - 起点：宗像市田島、県道69号交点、終点：宗像市田熊4丁目、県道97号交点
- 530 畦町村山田線
- 531 内殿手光線
- 532 宮司手光線
  - 起点：福津市宮司、県道502号交点、終点：福津市手光、県道97号交点
- 533 渡津屋崎線
  - 起点：福津市渡、終点：福津市津屋崎、国道495号交点
- 534 清滝古賀線
- 535 薦野福間線
- 536 米多比谷山古賀線
- 537 湊下府線
- 538 湊塩浜線
- 539 小竹下府線
- 540 山田新宮線
- 541 大島循環線
- 542 志賀島循環線
- 543 谷尾仲線
- 544 （欠番：かつての志免御幸線：県道24号に昇格）
- 545 伊賀仲原線
  - 起点：糟屋郡粕屋町戸原東3丁目、県道24号交点、終点：糟屋郡粕屋町原町2丁目、県道607号交点
- 546 猪野土井線
- 547 猪野篠栗線
- 548 （欠番：かつての佐谷上亀山停車場線：県道91号に昇格）
- 549 多田羅名島線
  - 起点：福岡市東区多々良2丁目、県道504号交点、終点；福岡市東区名島2丁目、国道3号交点
- 550 浜新建堅粕線
- 551 別府比恵線
- 552 馬出上南町線
  - 起点：福岡市博多区吉塚5丁目（馬出近く）、県道607号交点、終点：福岡市博多区堅粕3丁目（上南町）、国道3号交点
- 553 東光寺竹下春吉線
- 554 須崎天神線
- 555 桧原比恵線
- 556 谷荒戸線
- 557 東油山唐人線
- 558 内野次郎丸弥生線：旧早良街道
- 559 原東警固線
  - 全線が国道202号と重複
- 560 都地姪浜線
- 561 周船寺有田線
- 562 飯場金武線
  - 起点：福岡市早良区曲渕、県道56号交点、終点：福岡市西区大字金武、県道558号交点
- 563 瑞梅寺池田線
- 564 雷山前原線
- 565 大門有田線
- 566 大原周船寺停車場線
- 567 桜井太郎丸線
  - 起点：糸島市志摩桜井、県道54号交点、終点：福岡市西区大字太郎丸、県道85号交点
- 568 （欠番：かつての野北前原線：県道85号に昇格）
- 569 桜井吉田線
  - 起点：糸島市志摩桜井、県道567号交点、終点：糸島市志摩吉田、県道85号交点
- 570 津和崎潤線
  - 起点：糸島市志摩津和崎、県道85号交点、終点：糸島市波多江駅北4丁目（潤近く）、国道202号交点
- 571 小富士加布里線
- 572 波呂神在線
  - 起点：糸島市二丈波呂、終点：糸島市神在西2丁目、国道202号交点
- 573 本加布里停車場線
- 574 水城下臼井線
- 575 山田中原福岡線
- 576 （欠番）
- 577 片縄下白水線
  - 起点：那珂川市片縄3丁目、国道385号交点、終点：春日市下白水南1丁目、県道56号交点
- 578 内山三条線
  - 起点：太宰府市大字内山（竈門神社下）、終点：太宰府市宰府4丁目（三条近く）、県道35号交点
- 579 （欠番：かつての舟木二日市線。全線が県道7号に昇格）
- 580 那珂川大野城線
- 581 観世音寺二日市線
  - 起点：太宰府市観世音寺1丁目、県道76号交点、終点：筑紫野市二日市北1丁目、県道35号交点
- 582 山口原田線
  - 起点：筑紫野市大字山口、県道137号交点、終点：筑紫野市原田1丁目
- 583 上高橋野町線
- 584 八重亀菅野来春線
- 585 殖木入地甘木線
- 586 長栖高橋線
- 587 高山千年線
- 588 甘木吉井線
- 589 福光朝倉線
  - 起点：朝倉市林田（朝倉市（旧甘木市）福光近く）、県道33号交点、終点：朝倉市（旧朝倉町）入地中町、国道386号交点
- 590 安谷赤谷線
  - 起点：朝倉市佐田安谷、県道79号交点、終点：朝倉市杷木赤谷、県道52号交点
- 591 （欠番：かつての東田頓田線：県道8号に昇格）
- 592 下浦甘木線
  - 起点：朝倉市下浦、国道322号交点、終点：朝倉市甘木、県道112号交点
- 593 久光西小田線
  - 起点：朝倉郡筑前町久光、国道386号交点、終点：筑紫野市大字西小田、県道53号交点
- 594 女男石野町線
- 595 山家西小田線
  - 起点：筑紫野市大字山家（冷水峠）、国道200号交点、終点：筑紫野市大字西小田、県道53号交点
- 596 （欠番）
- 597 三箇山山隈線
- 598 （欠番：かつての志免板付線：県道24号に昇格）
- 599 日ノ丸久保線
- 600 （欠番）
- 601 平等寺那珂川線
- 602 後野福岡線
- 603 原田停車場津古線
- 604 芥屋大門公園線
- 605 今宿停車場線
- 606 （欠番：かつての宗像福間線：県道97号に昇格）
- 607 福岡篠栗線
  - 旧国道201号
- 608 豊岡泊線
- 609 （欠番：かつての三苫奈多線：廃止）
- 610 九州国立博物館線
- 611 西ノ浦今宿自転車道線

### 701 - 806（筑後地方）
- 701 城島三潴線
- 702 柳川城島線
- 703 柳川筑後線
- 704 （欠番：かつての大和城島線：全線が県道83号に昇格）
- 705 （欠番：かつての八女瀬高線：全線が県道96号に昇格）
- 706 筑後城島線
- 707 （欠番：かつての黒木上陽線：全線が県道70号に昇格）
- 708 （欠番：かつての 十郎丸船越浮羽線：全線が県道81号に昇格）
- 709 （欠番：かつての浮羽草野久留米線：全線が県道151号に昇格）
- 710 宮本大川線
- 711 江島筑後線
- 712 （欠番：かつての瀬高西牟田久留米線：全線が県道89号に昇格）
- 713 唐尾広川線
- 714 高田柳川線
  - 旧柳川山川線：一部が県道94号に昇格し短縮改称
- 715 湯辺田瀬高線
- 716 水田大川線
- 717 （欠番：かつての兼松吉常久留米線。全線が県道82号に昇格）
- 718 吉井妹川線
- 719 田主丸停車場石垣線
- 720 善導寺停車場耳納線
- 721 船小屋停車場水田線
- 722 荒木停車場線
- 723 羽犬塚停車場線
- 724 船小屋停車場線
- 725 瀬高停車場線
- 726 渡瀬停車場線
- 727 銀水停車場線
- 728 南久留米停車場線
- 729 田主丸停車場線
- 730 （欠番：かつての筑後吉井停車場線：現在は路線廃止）
- 731 筑後千足停車場線
- 732 筑後大石停車場線
- 733 （欠番：かつての筑後柳河停車場線）
  - 2019年（平成31年）3月29日福岡県告示第253号により廃止[2]）
- 734 若津港線
- 735 大牟田港線
- 736 三池港線
- 737 吹上北野線
- 738 二森石崎線
- 739 豊田北野線
- 740 上高橋善導寺停車場線
- 741 中川北野線
- 742 蜷川草野線
- 743 中尾大刀洗線
- 744 富多大城線
- 745 菅原豊城線
- 746 竹野志塚島線
- 747 三川田主丸線
- 748 （欠番：かつての益生田豊城線：全線が県道70号に昇格）
- 749 保木吉井線
- 750 御井諏訪野線
- 751 （欠番：かつての上津御井線：全線が県道86号に昇格）
- 752 藤山国分一丁田線
- 753 一丁田久留米停車場線
- 754 武島白口線
- 755 安武本国分線
- 756 中津白口線
- 757 （欠番：かつての藤田上津線：全線が県道86号に昇格）
- 758 藤田日吉町線
- 759 壱丁原白口線
- 760 （欠番：かつての田川広川線：全線が県道84号に昇格）
- 761 本村田川線
- 762 古賀十八線
- 763 宮本荒木線
- 764 （欠番：かつての中古賀大木線：全線が県道99号に昇格）
- 765 鐘ヶ江酒見間線
- 766 橋本辻町線
- 767 本町新田大川線
- 768 新田榎津線
- 769 新田西蒲池線
- 770 枝光今古賀線
- 771 谷垣徳益線
- 772 徳益蒲船津線
- 773 木元白鳥線
- 774 飯江長田線
- 775 本吉小川線
- 776 松田大江線
- 777 （欠番：かつての飯尾江浦線：全線が県道94号に昇格）
- 778 江浦瀬高線
- 779 （欠番：かつての徳島唐船大牟田線：全線が県道18号に昇格）
- 780 黒崎開濃施線
- 781 （欠番：かつての手鎌田隈線：全線が県道10号に編入）
- 782 倉永三池線
- 783 （欠番：かつての倉永岩本三池線：ほぼ全線が県道93号に昇格、残りの区間が県道782号に編入）
- 784 （欠番：かつての原吉野線：ほぼ全線が県道93号に昇格、残りの区間が県道782号に編入）
- 785 上楠田濃施線
- 786 手鎌三池線
- 787 勝立三川線
- 788 藤田上官線
- 789 一部三川線
- 790 黄金不知火線
- 791 富久瀬高線
- 792 船小屋八女線
- 793 柳瀬筑後線
- 794 （欠番：かつての藤田知徳筑後線：全線が県道86号に昇格）
- 795 湯辺田八女線
- 796 吹春本分線
- 797 後川内黒木線
- 798 北川内草野線
- 799 （欠番：かつての鮎帰広川線：全線が県道84号に昇格）
- 800 湯ノ原合川線
- 801 北矢部冬野黒木線
- 802 黒木大牟田線
- 803 （欠番：かつての久留米小郡線：全線が県道88号に昇格）
- 804 上横山星野線
- 805 白木上辺春線
- 806 吉井久留米自転車道線